# Centro Histórico de Tallinn
A primeira edificação em Tallinn foi um castelo teutónico erigido no século XIII. Desenvolveu-se posteriormente uma cidade portuária da Liga Hanseática, cuja riqueza se manifesta na opulência da sua arquitectura civil, e que se encontra hoje bem preservada.